# Kether Donohue
Kether Donohue  (Manhattan, Nueva York, 22 de agosto de 1985) es una actriz estadounidense.

## Biografía
Kether Donohue nació en la ciudad de Nueva York. Es conocida por la voz de Lily en la Red de Nicktoons serie "anime" Kappa Mikey, Angela Rains en Yu-Gi-Oh! 5D, y Zoe and Chromp en Dino Rey. Donohue también apareció en el video de "Coder Girl" por Dale Chase. Estudió en Anthony Meindl Acting Center.

## Filmografía

### Film
- Aaron Bacon - Carrie
- Altered States of Plaine - Violet
- An Old Hope - Brenda Applegate
- The Bay - Donna Thompson
- Boy Wonder - Lizzy
- Collar - Debbie
- New York Lately - Pam
- Over the GW - Sofia Serra
- Pitch Perfect - Alice

### Televisión
- Hope & Faith - Madison Melville
- Late Night with Conan O'Brien - Pregnant Intern
- Royal Pains - Ali
- You're the Worst - Lindsay Jillian[1]